# Pompignan (Gard)
Pompignan település Franciaországban, Gard megyében. Lakosainak száma 914 fő (2022. január 1.). Pompignan Conqueyrac, Corconne, Saint-Hippolyte-du-Fort, Claret, Ferrières-les-Verreries, Sauve és Montoulieu községekkel határos.

## Népesség
A település népességének változása:
| Lakosok száma | 619  | 576  | 611  | 765  | 878  | 922  | 957  | 957  | 943  | 914  |
|               | 1968 | 1982 | 1990 | 2006 | 2013 | 2015 | 2017 | 2019 | 2020 | 2022 |